# سنکت اینگبرت
سنکت اینگبرت (به آلمانی: St. Ingbert) شهری در ایالت زارلند در کشور آلمان واقع شده و دارای ۳۶۳۶۱ نفر جمعیت است.

موقعیت شهر سنکت اینگبرت در ایالت زارلند

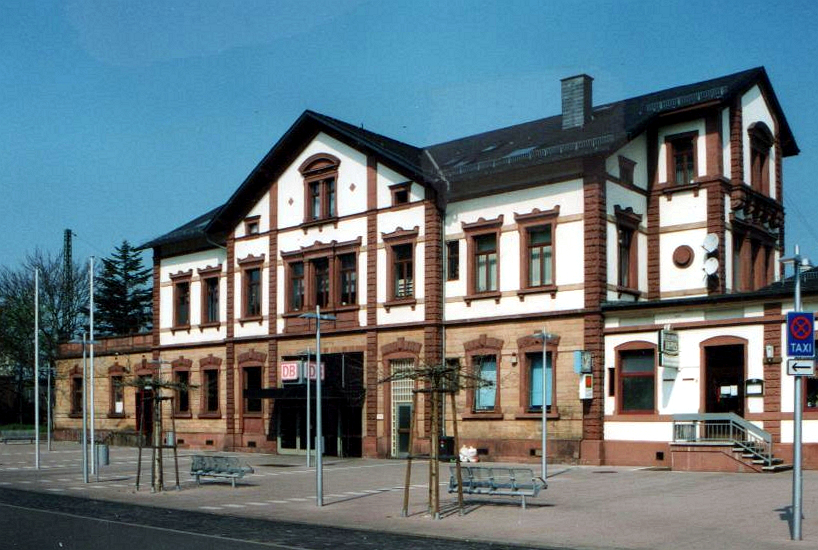
ایستگاه راه‌آهن شهر سنکت اینگبرت